# Fabián Monzón
Luciano Fabián Monzón (Granadero Baigorria, 13 aprile 1987) è un calciatore argentino, difensore del Bonsucesso.

## Carriera

### Club

#### Gli inizi al Boca, il prestito al Betis e ritorno in Argentina
Formatosi nel Boca Juniors, viene aggregato alla prima squadra nel 2008. Proprio nel 2008 il club vince il campionato Apertura. Nella stagione 2008-2009 è stato ceduto in prestito al Betis Siviglia. Rientrato dal prestito, veste la maglia del Boca Juniors dal 2009 al 2011.

#### Nizza
Nel 2011 passa al Nizza, in Francia. Segna i suoi primi gol contro l'Ajaccio siglando una doppietta il 18 settembre. Termina la stagione 2011-2012 con 10 gol siglati, di cui 8 su rigore.

#### Olympique Lione
Nell'agosto 2012 viene ceduto all'Olympique Lione. Nel gennaio 2013 passa in prestito al club brasiliano del Fluminense.

#### Catania
Il 16 luglio 2013 l'Olympique Lione comunica di aver ceduto al Catania il giocatore per 3,3 milioni di euro più altri 300.000 euro di bonus..Esordisce con la maglia rossazzurra alla prima giornata contro la Fiorentina, partita poi finita 2-1 per i viola, facendosi letteralmente ubriacare dai dribbling di Cuadrado. Segna il suo 1º gol in maglia rossazzurra nella partita persa contro il Napoli (2-4). Segna il suo secondo in casacca rossazzurra nella partita Bologna-Catania realizzando un potente gol su punizione, l'unico in stagione nonostante fosse considerato uno specialista.

#### Boca Juniors
Il 23 gennaio 2015 si trasferisce in prestito alla squadra argentina del Boca Juniors, con la quale vince la Primera División 2015.

#### Universidad de Chile
Il 21 gennaio 2016 viene ceduto definitivamente all'Universidad de Chile.

### Nazionale
Con l'Argentina ha partecipato nel 2008 ai Giochi olimpici di Pechino, vincendo l'oro.
Il 1º giugno 2011 viene inserito dal C.T. Sergio Batista nella lista dei 26 pre-convocati in vista della Coppa America di luglio, venendone successivamente escluso.
Nel 2011 disputa con la maglia dell'Argentina alcune partite di qualificazione ai Mondiali 2014, sotto la gestione di Alejandro Sabella.

## Statistiche

### Presenze e reti nei club
Statistiche aggiornate al 22 gennaio 2016.
| Stagione            | Squadra              | Campionato          | Campionato | Campionato | Coppe nazionali | Coppe nazionali | Coppe nazionali | Coppe continentali | Coppe continentali | Coppe continentali | Altre coppe | Altre coppe | Altre coppe | Totale | Totale |
| Stagione            | Squadra              | Comp                | Pres       | Reti       | Comp            | Pres            | Reti            | Comp               | Pres               | Reti               | Comp        | Pres        | Reti        | Pres   | Reti   |
| ------------------- | -------------------- | ------------------- | ---------- | ---------- | --------------- | --------------- | --------------- | ------------------ | ------------------ | ------------------ | ----------- | ----------- | ----------- | ------ | ------ |
| 2007-2008           | Boca Juniors         | PD                  | 14         | 0          | -               | -               | -               | CL                 | 6                  | 0                  | -           | -           | -           | 20     | 0      |
| 2008-2009           | Betis Siviglia       | PD                  | 13         | 2          | CR              | 5               | 0               | -                  | -                  | -                  | -           | -           | -           | 18     | 2      |
| 2009-2010           | Boca Juniors         | PD                  | 23         | 2          | -               | -               | -               | CL                 | 0                  | 0                  | -           | -           | -           | 23     | 2      |
| 2010-2011           | Boca Juniors         | PD                  | 22         | 0          | -               | -               | -               | CL                 | 0                  | 0                  | -           | -           | -           | 22     | 0      |
| 2011-2012           | Nizza                | L1                  | 34         | 8          | CF+CdL          | 2+3             | 1+1             | -                  | -                  | -                  | -           | -           | -           | 39     | 10     |
| ago. 2012           | Nizza                | L1                  | 1          | 0          | CF+CdL          | 0+0             | 0               | -                  | -                  | -                  | -           | -           | -           | 1      | 0      |
| Totale Nizza        | Totale Nizza         | Totale Nizza        | 35         | 8          |                 | 5               | 2               |                    |                    |                    |             |             |             | 40     | 10     |
| 2012-gen. 2013      | O. Lione             | L1                  | 5          | 0          | CF+CdL          | 0+1             | 0               | UEL                | 6                  | 1                  | -           | -           | -           | 12     | 1      |
| gen.-giu. 2013      | Fluminense           | A                   | 2          | 0          | CB              | 0               | 0               | CL                 | 2                  | 0                  | -           | -           | -           | 4      | 0      |
| 2013-2014           | Catania              | A                   | 22         | 2          | CI              | 1               | 0               | -                  | -                  | -                  | -           | -           | -           | 23     | 1      |
| 2014-gen. 2015      | Catania              | B                   | 16         | 0          | CI              | 2               | 0               | -                  | -                  | -                  | -           | -           | -           | 18     | 0      |
| Totale Catania      | Totale Catania       | Totale Catania      | 38         | 2          |                 | 3               | 0               |                    |                    |                    |             |             |             | 41     | 2      |
| 2015                | Boca Juniors         | PD                  | 17         | 1          | CA              | 4               | 0               | CL                 | 3                  | 1                  | -           | -           | -           | 24     | 2      |
| Totale Boca Juniors | Totale Boca Juniors  | Totale Boca Juniors | 76         | 3          | 4               | 0               | 9               | 1                  |                    |                    |             |             |             | 89     | 4      |
| gen. 2016-          | Universidad de Chile | PD                  | 0          | 0          | CC              | 0               | 0               | CL                 | 0                  | 0                  | SC          | 0           | 0           | 0      | 0      |
| Totale carriera     | Totale carriera      | Totale carriera     | 169        | 15         |                 | 18              | 2               |                    | 17                 | 2                  |             |             |             | 204    | 19     |

### Cronologia presenze e reti in nazionale
| Cronologia completa delle presenze e delle reti in nazionale ― Argentina | Cronologia completa delle presenze e delle reti in nazionale ― Argentina | Cronologia completa delle presenze e delle reti in nazionale ― Argentina | Cronologia completa delle presenze e delle reti in nazionale ― Argentina | Cronologia completa delle presenze e delle reti in nazionale ― Argentina | Cronologia completa delle presenze e delle reti in nazionale ― Argentina | Cronologia completa delle presenze e delle reti in nazionale ― Argentina | Cronologia completa delle presenze e delle reti in nazionale ― Argentina |
| Data                                                                     | Città                                                                    | In casa                                                                  | Risultato                                                                | Ospiti                                                                   | Competizione                                                             | Reti                                                                     | Note                                                                     |
| ------------------------------------------------------------------------ | ------------------------------------------------------------------------ | ------------------------------------------------------------------------ | ------------------------------------------------------------------------ | ------------------------------------------------------------------------ | ------------------------------------------------------------------------ | ------------------------------------------------------------------------ | ------------------------------------------------------------------------ |
| 30-9-2009                                                                | Córdoba                                                                  | Argentina                                                                | 2 – 0                                                                    | Ghana                                                                    | Amichevole                                                               | -                                                                        |                                                                          |
| 14-10-2009                                                               | Montevideo                                                               | Uruguay                                                                  | 0 – 1                                                                    | Argentina                                                                | Qual. Mondiali 2010                                                      | -                                                                        | 75’ 85’                                                                  |
| 26-1-2010                                                                | San Juan                                                                 | Argentina                                                                | 3 – 2                                                                    | Costa Rica                                                               | Amichevole                                                               | -                                                                        |                                                                          |
| 10-2-2010                                                                | La Plata                                                                 | Argentina                                                                | 2 – 1                                                                    | Giamaica                                                                 | Amichevole                                                               | -                                                                        |                                                                          |
| 16-3-2011                                                                | San Juan                                                                 | Argentina                                                                | 4 – 1                                                                    | Venezuela                                                                | Amichevole                                                               | -                                                                        | 32’                                                                      |
| 20-4-2011                                                                | La Plata                                                                 | Argentina                                                                | 2 – 2                                                                    | Ecuador                                                                  | Amichevole                                                               | -                                                                        | 65’                                                                      |
| 25-5-2011                                                                | Resistencia                                                              | Argentina                                                                | 4 – 2                                                                    | Paraguay                                                                 | Amichevole                                                               | -                                                                        |                                                                          |
| Totale                                                                   |                                                                          | Presenze                                                                 | 7                                                                        |                                                                          | Reti                                                                     | 0                                                                        |                                                                          |

## Palmarès

### Club
- Campionato argentino: 1

Boca Juniors: 2015

### Nazionale
- Oro olimpico: 1

Pechino 2008